# Sega System E
La Sega System E es una videoconsola de arcade lanzada por Sega a finales de 1985. Se lanzaron 7 videojuegos para la consola.

## Características
- CPU Principal: Z-80B @ 8MHz
- ROM: 32K para códigos + hasta 4 x 32/64K para bancos de memoria.
- RAM: 16K
- RAM de video: 64K (2 bancos de memoria de 16K para cada VDP)
- VDP: 2 x 315-5124
- Paleta: 64 colores
- Resolución: 256 x 192

## Videojuegos
- Astro Flash
- Fantasy Zone II
- Hang-On Jr.
- Opa Opa
- Riddle of Pythagoras
- Slap Shooter
- Tetris